# Centrodora livens
Centrodora livens är en stekelart som först beskrevs av Walker 1851.  Centrodora livens ingår i släktet Centrodora och familjen växtlussteklar. Arten är reproducerande i Sverige. Inga underarter finns listade.